# سكر هانم (مسرحية)
سُكر هانم مسرحية كوميدية مصرية عرضت عام 2010، بطولة أحمد رزق وطلعت زكريا ولبنى عبد العزيز وعمر الحريري وروجينا وإدوارد وأحمد السعدني ومروة عبد المنعم وطارق الإبياري وإنجي وجدان، ومن إخراج أشرف زكي
قصة المسرحية مقتبسة من فيلم سكر هانم والذي عرض عام 1960 والمقتبس بدوره من المسرحية الإنجليزية عمة تشارلي (Charlie's Aunt) تأليف براندون توماس (Brandon Thomas). 

## قصة المسرحية
تحكي عن شاب يُدعى سكر (أحمد رزق) يتنكر في شخصية العمة الثريَّة فَتافيت السُّكر هانم (لبنى عبد العزيز) من أجل أن يُقنع أخو ليلى (روجينا) وعم سلوى (مروة عبد المنعم) بالزواج من فريد (إدوارد) ونبيل (أحمد السعدني) لكن المعلم شاهين (طلعت زكريا) اخو ليلى وعم سلوى لايريد هذا الزواج فيضطر إلى التنكُّر من أجل إنقاذ الموقف بعد تأخُّر وصول العَمَّة فَتافيت السُّكر هانم من أمريكا لإقناع المعلم شاهين بزواج نبيل وفريد من اخته ليلى وابنة أخيه سلوى.

## بطولة[7]
| - أحمد رزق: سكر - طلعت زكريا: المعلم والد سلوي - لبنى عبد العزيز: فتافيت السكر هانم - عمر الحريري: قدري والد نبيل - روجينا: ليلي | - إدوارد:فريد - أحمد السعدني:نبيل - مروة عبد المنعم:سلوى - طارق الإبياري | - إنجي وجدان - ناجي سعد - أحمد حبشي: نعناع - راندا إبراهيم: فكيهة |

## روابط خارجية
- سكر هانم على موقع قاعدة بيانات الأفلام العربية